# Мосолово (Пензенская область)
Мосоло́во — деревня Мачинского сельсовета Тамалинского района Пензенской области. На 1 января 2004 года — 35 хозяйств, 94 жителя.

## География
Деревня расположена на северо-востоке Тамалинского района, в 5 км к югу от села Григорьевка. Расстояние до центра сельсовета деревни Санниковка — 6 км, расстояние до районного центра пгт. Тамала — 32 км.

## История
По исследованиям историка — краеведа Полубоярова М. С., деревня образована как выселок из деревни Мосоловки Чембарского уезда в первой половине XIX века. В 1896 году входила в Тарховскую волость Чембарского уезда, в 1930 года — в составе Большекорневского сельсовета Чембарского района, в 1955 году — деревня Плетнёвского сельсовета Свищёвского района. До 2010 года —  входила в Григорьевский сельсовет. Согласно Закону Пензенской области № 1992-ЗПО от 22 декабря 2010 года передана в Мачинский сельский совет.
В 50-х годах XX века в деревне располагалась бригада колхоза имени Г. М. Маленкова.

## Численность населения
| год                | 1864 | 1896 | 1912      | 1926 | 1959 | 1979 | 1989 | 1996 | 2004 |
| ------------------ | ---- | ---- | --------- | ---- | ---- | ---- | ---- | ---- | ---- |
| количество жителей | 140  | 229  | около 216 | 344  | 147  | 144  | 88   | 94   | 94   |